# فیات ای‌اس.۶
فیات ای‌اس. ۶ (به انگلیسی: Fiat AS.6) یک موتور هواگرد ساختِ کارخانهٔ فیات اتومبیلز در کشور ایتالیا است.